# Bernard Knowles
Bernard Knowles (Manchester, 20 febbraio 1900 – Taplow, 12 febbraio 1975) è stato un direttore della fotografia, regista, sceneggiatore e produttore cinematografico britannico.

## Biografia
Ha collaborato come direttore della fotografia con il regista Alfred Hitchcock nella metà degli anni trenta con cinque film prima che il regista inglese emigrasse negli Stati Uniti. In seguito, Knowles ha lavorato come regista e sceneggiatore, dirigendo una serie di pellicole di alto profilo. Ha lavorato molto anche in televisione.
Morì poco prima del suo settantacinquesimo compleanno, il 12 febbraio 1975, a Taplow, nel Buckinghamshire.

## Filmografia

### Direttore della fotografia
- Mumsie, regia di Herbert Wilcox (1927)
- Dawn, regia di Herbert Wilcox (1928)
- Love's Option, regia di George Pearson (1928)
- The Broken Melody, regia di Fred Paul (1929)
- Auld Lang Syne, regia di George Pearson (1929)
- The Silver King, regia di T. Hayes Hunter (1929)
- Rookery Nook, regia di Tom Walls (1930)
- The Nipper, regia di Louis Mercanton (1930)
- French Leave, regia di Jack Raymond (1930)
- School for Scandal, regia di Maurice Elvey (1930)
- Canaries Sometimes Sing, regia di Tom Walls (1930)
- The Hound of the Baskervilles, regia di Gareth Gundre (1931)
- The Calendar, regia di T. Hayes Hunter (1931)
- White Face, regia di T. Hayes Hunter (1932)
- The Good Companions, regia di Victor Saville (1933)
- Falling for You, regia di Jack Hulbert e Robert Stevenson (1933)
- Jack Ahoy, regia di Walter Forde (1934)
- Jew Süss, regia di Lothar Mendes (1934)
- The Camels Are Coming, regia di Tim Whelan e Robert Stevenson (1934)
- Il club dei 39 (The 39 Steps), regia di Alfred Hitchcock (1935)
- Brown on Resolution, regia di Walter Forde (1935)
- King of the Damned, regia di Walter Forde (1935)
- Rhodes of Africa, regia di Berthold Viertel e Geoffrey Barkas (1936)
- Amore e mistero (Secret Agent), regia di Alfred Hitchcock (1936)
- East Meets West, regia di Herbert Mason (1936)
- Sabotaggio (Sabotage), regia di Alfred Hitchcock (1936)
- Giovane e innocente (Young and Innocent), regia di Alfred Hitchcock (1937)
- Take My Tip, regia di Herbert Mason (1937)
- Mikado (The Mikado), regia di Victor Schertzinger (1939)
- La taverna della Giamaica (Jamaica Inn), regia di Alfred Hitchcock (1939)
- Spy for a Day, regia di Mario Zampi (1940)
- Il francese senza lacrime (French Without Tears), regia di Anthony Asquith (1940)
- Gaslight, regia di Thorold Dickinson (1940)
- Channel Incident, regia di Anthony Asquith - cortometraggio (1940)
- Freedom Radio, regia di Anthony Asquith (1941)
- Quiet Wedding, regia di Anthony Asquith (1941)
- The Saint's Vacation, regia di Leslie Fenton (1941)
- Jeannie, regia di Harold French (1941)
- The Day Will Dawn, regia di Harold French (1942) - non accreditato
- Unpublished Story, regia di Harold French (1942)
- Missione segreta (Secret Mission), regia di Harold French (1942)
- Talk About Jacqueline, regia di Harold French e Paul L. Stein (1942)
- Nuovo orizzonte (The Demi-Paradise), regia di Anthony Asquith (1943)
- English Without Tears, regia di Harold French (1944)
- Racconto d'amore (Love Story), regia di Leslie Arliss (1944)

### Regista

#### Cinema
- A Place of One's Own (1945)
- Un grande amore di Paganini (The Magic Bow) (1946)
- I contrabbandieri (The Man Within) (1947)
- Jassy la zingara (Jassy) (1947)
- La strada di ognuno (The White Unicorn) (1947)
- Easy Money (1948)
- The Perfect Woman (1949)
- The Lost People, co-regia di Muriel Box (1949)
- The Reluctant Widow (1950)
- Park Plaza 605 (1953)
- The Triangle  (episodio "A Lodging for the Night") (1953)
- Thought to Kill  (episodio "The Five Pound Note") (1953)
- Barbados Quest (1955)
- Handcuffs, London (1955)
- Der Fall X701 (1964)
- Spaceflight IC-1: An Adventure in Space (1965)
- Senza di loro l'inferno è vuoto (Hell Is Empty) (1967)

#### Televisione
- Fabian of the Yard – serie TV, episodi 1x11-1x15-1x17 (1955)
- Douglas Fairbanks, Jr., Presents – serie TV, 7 episodi (1953-1956)
- Colonnello March (Colonel March of Scotland Yard) – serie TV, 11 episodi (1955-1956)
- Lancillotto (The Adventures of Sir Lancelot) – serie TV, 7 episodi (1956-1957)
- The Buccaneers – serie TV, episodi 1x37-1x39 (1957)
- The New Adventures of Martin Kane – serie TV, 5 episodi (1957)
- La spada della libertà (Sword of Freedom) – serie TV, 4 episodi (1957-1958)
- Ivanhoe – serie TV, 11 episodi (1958)
- Target – serie TV, episodio 1x34 (1958)
- Robin Hood (The Adventures of Robin Hood) – serie TV, 19 episodi (1955-1959)
- Dial 999 – serie TV, 17 episodi (1958-1959)
- Magical Mystery Tour, co-regia dei Beatles - film TV (1967)